# Lehrgeschwader 2
Lehrgeschwader 2 (LG 2) foi uma asa da Luftwaffe durante a Segunda Guerra Mundial, que operou caças diurnos e nocturnos, aeronaves de reconhecimento e de suporte terrestre.

## Comandantes
- Eberhard Baier, 1 de Novembro de 1938 - 18 de Novembro de 1939[1]